# Стріла (Полтава)
«Стріла» — український радянський футбольний клуб із Полтави. На початку 1960-х років команда брала участь у Чемпіонаті Полтавської області й стала чемпіоном у сезоні 1963 року. В тому ж сезоні грала в перехідних матчах за вихід до класу «Б» Чемпіонату СРСР, але в двох зустрічах поступилась кременчуцькому «Дніпру».

## Досягнення
Чемпіонат Полтавської області
- Чемпіон (1): 1963